# De Hardheid
De Hardheid is een negenkoppige ska-punkband uit Amsterdam. De band is opgericht in 1996 en zingt in het Nederlands over uiteenlopende onderwerpen. Ook zijn van de nummers "Buurman", "Laat je tanden zien" en "Klootzak" clips verschenen. De Hardheid trad regelmatig op bij poppodia en festivals door het hele land, maar is sinds begin 2009 voor onbepaalde tijd met sabbatical. In 2009 werd hierna nog slechts eenmaal opgetreden voor het Gideon festival in Groningen. In 2010 is De Hardheid enkele keren ten tonele verschenen, waaronder op Koninginnenacht, in een café in Amsterdam. In juni 2011 gaf De Hardheid een reünie optreden op festival Madnes op Ameland.
Als invloeden noemen de bandleden onder andere The Specials, Doe Maar, The Skatalites en de Dead Kennedys.

## Discografie
- Wreed voor je (1999)
- Lijfstraf (2001)
- De Nodige Hardheid (2003)
- Onze Jongens (2006)
- Laat Je Tanden Zien (ep, 2008)